# Stelis megachlamys
Stelis megachlamys är en orkidéart som först beskrevs av Rudolf Schlechter, och fick sitt nu gällande namn av Franco Pupulin. Stelis megachlamys ingår i släktet Stelis och familjen orkidéer. Inga underarter finns listade i Catalogue of Life.